# Brachystelma discoideum
Brachystelma discoideum är en oleanderväxtart som beskrevs av Robert Allen Dyer. Brachystelma discoideum ingår i släktet Brachystelma och familjen oleanderväxter. Inga underarter finns listade i Catalogue of Life.